# Pascal Picq
 (mai 2015).
Pour les articles homonymes, voir Picq.
Pascal Picq, né le 22 janvier 1954 à Bois-Colombes (Hauts-de-Seine), est un paléoanthropologue français. Auteur prolifique sur l'Homme, son origine et son évolution, il a publié de nombreux ouvrages de vulgarisation scientifique.

## Jeunesse et formation
Pascal Picq est né le 22 janvier 1954 à Bois-Colombes. À cette époque, ses parents sont maraîchers. Au début des années 1960, lorsque la banlieue s'urbanise, son père se reconvertit dans le transport routier et sa mère va travailler en usine. Élève peu doué pour les matières classiques et surtout passionné par le sport, il effectue ses études secondaires dans le lycée technique d'Argenteuil et obtient son bac E (Mathématiques et techniques). Il s'oriente initialement vers des études de physique à l'université de Villetaneuse puis à l'université Pierre-et-Marie-Curie.
Au cours de l'année de sa licence, Pascal Picq rencontre les professeurs Bernard Vandermeersch et Yves Coppens, qui le font s'orienter vers la paléoanthropologie. Après un DEA de paléontologie des vertébrés et de paléontologie humaine et avec une thèse sur l'articulation temporo-mandibulaire des hominidés, il obtient son doctorat en 1983.

## Carrière
À l'issue de son doctorat, il rejoint aux États-Unis l'université Duke, où il devient chercheur associé et enseignant en anatomie au Duke University Medical Center (en), sous la houlette de l'anthropologue William Hylander. C'est au cours de son séjour américain qu'il rencontre sa femme.
Pascal Picq rentre en France avec elle et leurs deux premiers enfants en 1991 et devient maître de conférences au Collège de France, attaché à la chaire de Paléoanthropologie et Préhistoire du professeur Yves Coppens, position qu'il occupe de nombreuses années avant de devenir responsable de l'unité de paléoanthropologie et d'anatomie fonctionnelle (UPAF) appartenant à cette chaire. La chaire d'Yves Coppens prend fin en 2005.

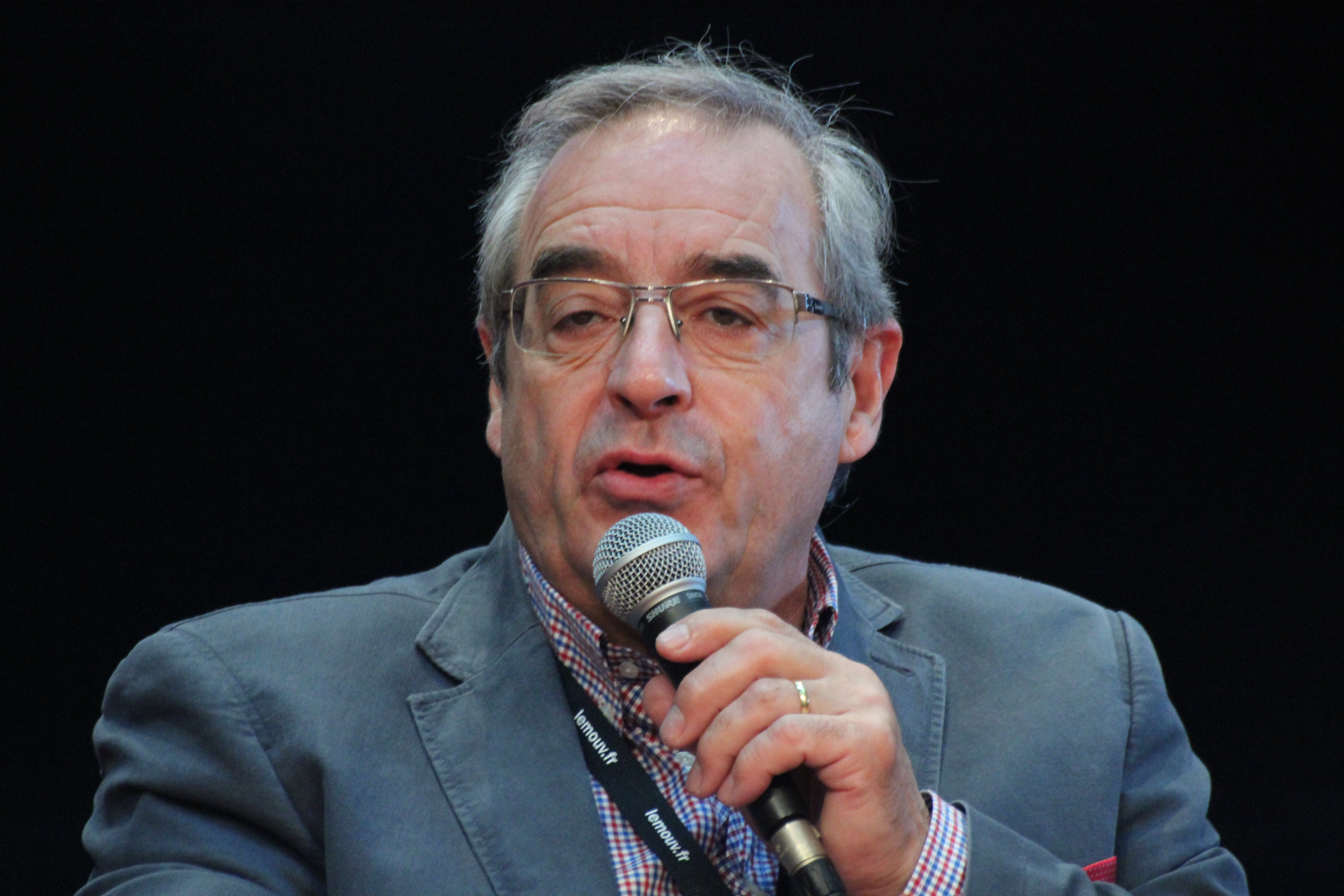
Pascal Picq en 2014 lors des Utopiales.

## Publications

### Ouvrages
- L'articulation temporo-mandibulaire des hominidés : biomécanique, allométrie, anatomie comparée et évolution, Paris, Éditions du Centre national de la recherche scientifique, « Cahiers de paléoanthropologie », 1990  (ISBN 2-222-04373-5)
- Les Origines de l'homme : l'odyssée de l'espèce, préface d'Yves Coppens, Paris, Tallandier, 1999.  (ISBN 2-235-02235-9) ; Paris, Nouv. éditions Tallandier, diffusion le Seuil, 2002  (ISBN 2-84734-010-6) ; 2005 coll. « Points-Sciences »  (ISBN 2-02-066056-3)
- avec Yves Coppens (dir.), Aux origines de l'humanité, préface d'Yves Coppens ; projet scientifique conçu par Pascal Picq, 2 vol., Paris, Fayard, 2001 ; vol. 1, De l'apparition de la vie à l'homme moderne  (ISBN 2-213-60369-3) ; vol. 2, Le propre de l'homme  (ISBN 2-213-60370-7)
- Un paléoanthropologue dans l'entreprise : s'adapter et innover pour survivre, Paris, Éditions Eyrolles, 2001  (ISBN 978-2212-54667-5)
- avec Laurent Lemire, À la recherche de l'homme, Paris, Nil éditions, 2002  (ISBN 2-84111-227-6), réédition : Paris, Robert Laffont, 2013, coll. « Documento »
- Le singe est-il le frère de l'homme ?, Paris, Éditions le Pommier, « Les petites pommes du savoir », 2002  (ISBN 2-7465-0113-9)
- Au commencement était l'homme : de Toumaï à Cro-Magnon, illustrations d'Olivier-Marc Nadel, Paris, Éditions Odile Jacob, 2003  (ISBN 2-7381-1281-1)
- avec Michel Serres et Jean-Didier Vincent, Qu'est-ce que l'humain ?, Paris, Éditions le Pommier ; Cité des sciences et de l'industrie, 2003. Texte des trois discours prononcés le 15 septembre 2002 lors du banquet d'ouverture du Collège de la Cité des sciences et de l'industrie  (ISBN 2-7465-0130-9)
- avec Hélène Roche, Les premiers outils, Paris, Éditions le Pommier ; Cité des sciences et de l'industrie, coll. « Les origines de la culture », 2004  (ISBN 2-7465-0202-X)
- Les Tigres, photographies de François Savigny, préface de Nicolas Hulot, Paris, Odile Jacob, 2004  (ISBN 2-7381-1342-7)
- Nouvelle histoire de l'homme, Paris, Perrin, 2005  (ISBN 2-262-02048-5) ; rééd. Paris, Perrin, coll. « Tempus »  (ISBN 978-2-262-02663-9)
- avec Jean-Louis Dessalles et Bernard Victorri (dir.), Les origines du langage, Paris, Éditions le Pommier ; Cité des sciences et de l'industrie, coll. « Les origines de la culture », 2006  (ISBN 2-7465-0266-6)
- Les animaux amoureux, Paris, Chêne, 2007  (ISBN 978-2-84277-734-0)
- avec Michel Hallet Eghayan, Danser avec l'évolution, Grenoble, SCÉRÉN-CRDP Académie de Grenoble ; Paris, Éditions le Pommier, 2007  (ISBN 978-2-7465-0353-3)
- Lucy et l'obscurantisme, Paris, Odile Jacob, 2007  (ISBN 978-2-7381-1783-0) ; rééd. « Poches » Odile Jacob  (ISBN 978-2-7381-2160-8)
- Au commencement était l’homme, Paris, Odile Jacob, 2009  (ISBN 978-2-7381-2278-0)
- Le sexe, l'homme et l'évolution (avec Philippe Brenot), Paris, Odile Jacob, 2009  (ISBN 978-2-7381-2168-4)Pascal Picq en 2011 au salon du livre de Paris.

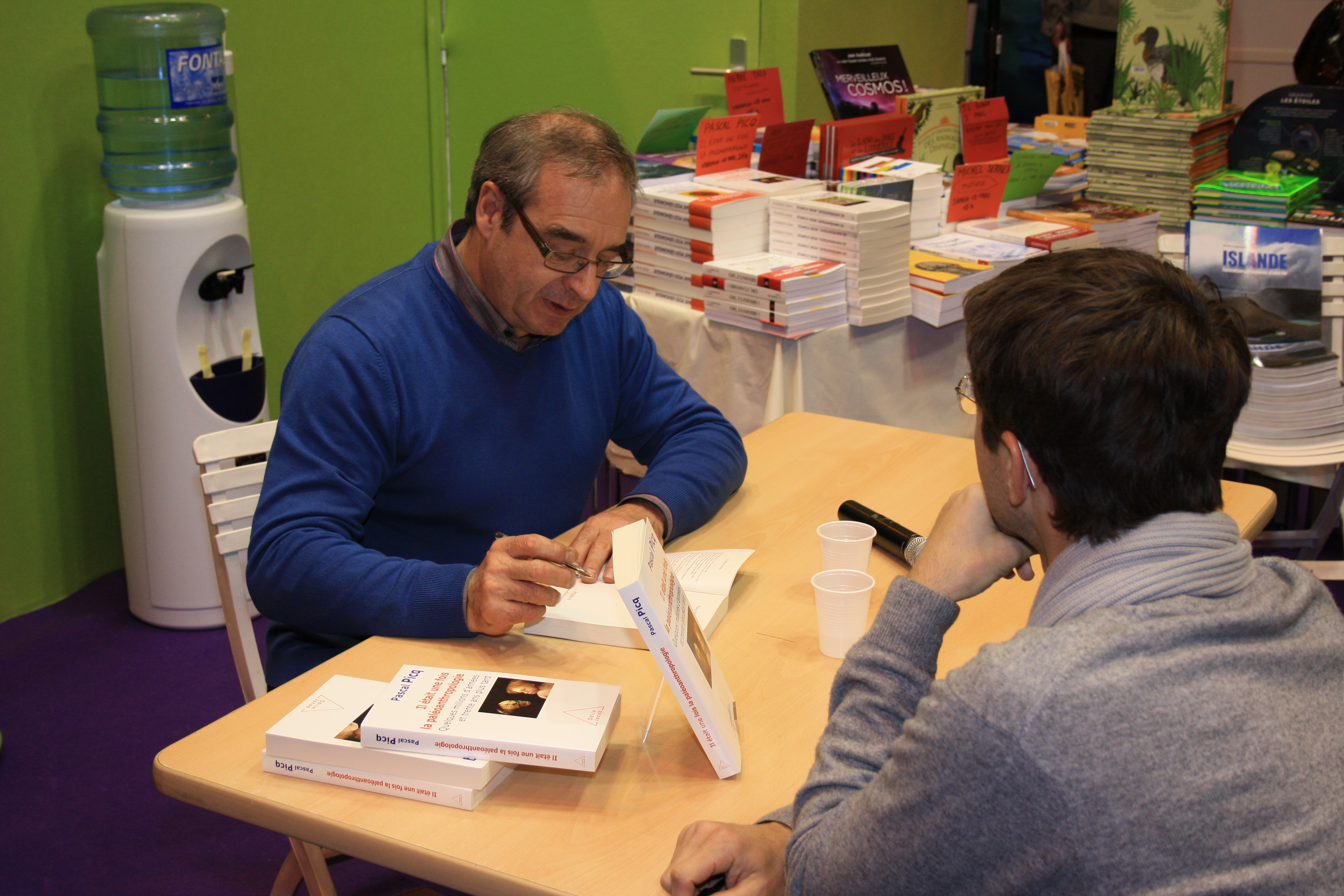
Pascal Picq en 2011 au salon du livre de Paris.

- Le monde a-t-il été créé en sept jours ?, Paris, Perrin, 2009  (ISBN 978-2262031978)
- Il était une fois la paléoanthropologie : quelques millions d’années et trente ans plus tard, Paris, Odile Jacob, 2010  (ISBN 978-2-7381-2494-4)
- Regards sur le sport, collectif, dirigé par Benjamin Pichery et François L'Yvonnet, Paris, Le Pommier/INSEP 2010, 256 p.  (ISBN 9782746504844)
- L’homme est-il un grand singe politique ?, Paris, Odile Jacob, 2011
- Les Hommes de Rio, Paris, Plon, 2012  (ISBN 978-2-259-21217-5)
- De Darwin à Lévi-Strauss : l'homme et la diversité en danger, Paris, Odile Jacob, 2013  (ISBN 978-2-7381-1224-8)
- Le retour de Madame Neandertal : comment être sapiens ?, Paris, Odile Jacob, 2015  (ISBN 978-2-7381-3153-9)
- Premiers hommes, Paris, Flammarion, 2016  (ISBN 978-2-0813-9892-4)
- Qui va prendre le pouvoir ? : les grands singes, les hommes politiques ou les robots, Paris, Odile Jacob, 2017  (ISBN 978-2738138729)
- L'intelligence artificielle et les chimpanzés du futur, Paris, Odile Jacob, 2019  (ISBN 978-2-7381-4561-1)
- Sapiens face à Sapiens, Paris, Flammarion, 2019.  (ISBN 978-2-0814-9368-1)
- Une époque formidable, dialogue avec Denis Lafay, La Tour-d'Aigues, L'Aube, 2019
- S'adapter ou périr : Covid-19, faire front, dialogue avec Denis Lafay, La Tour-d'Aigues, L'Aube, 2020
- Et l'évolution créa la femme, Paris, Odile Jacob, 2020  (ISBN 978-2738152138)
- Itinéraire d’un enfant des Trente Glorieuses, Paris, Flammarion, 2023  (ISBN 978-2-0804-3283-4)
- La marche : sauver le nomade qui est en nous, Autrement, 2024  (ISBN 978-2-08-043651-1).
- L'IA, le philosophe et l’anthropologue : Klara, Raphaël et Pascal, Odile Jacob, 2024  (ISBN 978-2-4150-0953-3)

### Ouvrages pour la jeunesse
- La vie des gorilles et des chimpanzés, illustrations de Véronique Ageorges, Paris, Nathan, coll. « Monde en poche », 1992  (ISBN 2-09-204530-X)
- Lucy et les premiers hominidés, illustrations de Véronique Ageorges, Paris, Nathan, coll. « Monde en poche », 1993  (ISBN 2-09-204543-1)
- Lucy et son temps, dir. artistique par Nicole Verrechia, Paris, Fontaine-Mango, coll. « Regard d'aujourd'hui », 1996  (ISBN 2-9106-3595-3)
- Cro-Magnon & nous, direction artistique par Michel Coudeyre, Paris, Mango jeunesse, coll. « Regard d'aujourd'hui », 2000  (ISBN 2-7404-1087-5)
- La Préhistoire, illustrations de Jean-Denis Pendanx, Paris, Mango jeunesse, coll. « Regard junior », 2001  (ISBN 2-7404-1180-4)
- Darwin et l'évolution expliqués à nos petits-enfants, Paris, Seuil poche, 2009  (ISBN 2-0209-9061-X)
- Les Origines de l'homme expliquées à nos petits-enfants, Paris, Seuil poche, 2010  (ISBN 978-2-0209-9160-5)

### Documents vidéo
- Sur le sport : Pascal Picq, paléoanthropologue, en compagnie de François L'Yvonnet, film réalisé par Benjamin Pichery, INSEP, Paris, 2007, 80 min
- avec N. Borgers, Le Singe cet homme, Arté / Doc en Stock, 1999
- avec N. Borgers, Du rififi chez les chimpanzés, Arté / Doc en Stock, 1998  prix Léonardo
- Coorganisateur de la Soirée Thema (19 décembre 1998) : Le Singe cet Homme. coll. « De Quoi je me mêle » de Daniel Leconte.

### Cédérom
- Avec Y. Coppens et L.-M. Désert, Aux origines de l'Homme, Éditions Microfolie's  prix Möbius international 1994